# Norbert Benoit
Norbert Benoit (né Norbert Benoit Vanpeperstraete en 1912  à Molenbeek-Saint-Jean et mort en 1997 à Braine-le-Comte) est un cinéaste surréaliste et peintre belge.

## Cinéma
En 1935, Norbert Benoit réalise de petits films en semi-animation par le procédé des papiers découpés. Ce sont des illustrations de chansons à succès « Tout va très bien madame la marquise », « Couchés dans le foin » de Ray Ventura. En 1937 il est responsable, ensemble avec son frère Roger, pour la cinématographie du film surréaliste belge Monsieur Fantômas de l'écrivain Ernst Moerman. Le film, dans lequel figure entre autres le peintre surréaliste René Magritte, était montré pour la première fois au Palais des Beaux-Arts de Bruxelles dans le cadre d'une programmation du Cercle du cinéma, une association de cinéma de gauche. En 1938 il commence la pré-production d'un long métrage La Maudite sur un scénario qu'il a écrit en collaboration avec Marcel Roy et qui doit être coproduit avec la France. La guerre ayant interrompu le développement des opérations, le film sera coproduit en 1947 par Marcel Jauniaux du Centre Belge de Production avec Pathé-Cinéma. Interprété par Claudine Dupuis dans le rôle principal, le film fut présenté au Festival international du cinéma expérimental de Knokke-le-Zoute en 1949. Mais la situation précaire du cinéma belge ne permit plus ensuite à Norbert Benoit que quelques courts métrages dont Chapeau Buse, l'histoire d'un chapeau maudit réalisée dans un climat expressionniste. Le film fut distribué en complément de long métrage. Le sujet en est l'histoire d'un chapeau haut de forme qui transporte une « malédiction » à travers plusieurs propriétaires. La réalisation expressionniste dégage un climat de tragique feutré.

## Peinture Art brut
C'est cette même ambiance que l'on retrouve dans les tableaux de Norbert Benoit. Il peignait depuis toujours, mais ce n'est que dans les années soixante qu'il connut une tardive reconnaissance lorsque son travail fut exposé à la galerie Chavance de New-York, au Palais des Beaux-Arts de Charleroi (1961) et des expositions dans la Maison des Architectes (1962) et la Galerie Vendôme (1962) à Bruxelles. Il fit l'objet d'articles dans la presse belge, notamment de Francis Bolen et d'Alain Viray, pseudonyme de Robert Vivenoy. Il n'y avait pas de consensus sur l'étiquette appropriée, mais les commentateurs s'accordent sur l'approche non-conventionnelle de l'artiste et le caractère art brut de l'œuvre de Nobert Benoît:
"Nobert Benoit a confié des toiles au style vigoureux, parfois percutant. On connaît déjà, depuis quelques années, ce peintre en marge des courants, survolté et inspiré par un certain naïvisme qui confère à ses tableaux, la saveur des souches et la rudesse des bois taillés par les primitifs.
(...) Ce peintre fiévreux et inégal a le mérite de faire violence à notre confort visuel et de nous troubler. C'est une qualité qui n'est point banale" (Le Soir, 23 maart 1962).